# George Taylor (Politiker, 1820)
George Taylor (* 19. Oktober 1820 in Wheeling, West Virginia; † 18. Januar 1894 in Washington, D.C.) war ein US-amerikanischer Jurist und Politiker. Zwischen 1857 und 1859 vertrat er den Bundesstaat New York im US-Repräsentantenhaus.

## Werdegang
George Taylor wurde ungefähr fünf Jahre nach dem Ende des Britisch-Amerikanischen Krieges in Wheeling  geboren, dass zu diesem Zeitpunkt noch Teil von Virginia war. Er genoss eine gute Schulbildung. Danach studierte er Medizin und Jura. Nach seiner Zulassung als Anwalt begann er in Indiana zu praktizieren. 1844 zog er nach Alabama und 1848 nach Brooklyn, wo er seine Tätigkeit als Anwalt fortsetzte. Er hielt mehrere lokale Ämter. Politisch gehörte er der Demokratischen Partei an. Bei den Kongresswahlen des Jahres 1856 wurde er im zweiten Wahlbezirk von New York in das US-Repräsentantenhaus in Washington D.C. gewählt, wo er am 4. März 1857 die Nachfolge von James S. T. Stranahan antrat. Er erlitt bei seiner Wiederwahlkandidatur im Jahr 1858 eine Niederlage und schied nach dem 3. März 1859 aus dem Kongress aus. Danach nahm er wieder seine Tätigkeit als Anwalt in Washington D.C. auf und führte diese bis zu seinem Tod am 18. Januar 1894. Sein Leichnam wurde dann auf dem Rock Creek Cemetery beigesetzt.